# Ursemitische Religion
Unter Ursemitischer Religion wird die von Religions- und Sprachwissenschaftlern angestrebte Rekonstruktion religiöser Vorstellungen der Ursemiten bezeichnet.

## Schwierigkeit einer Rekonstruktion
Obschon die semitischen Völker ein älteres Schrifttum aufweisen als die indogermanischen Völker, gestaltet sich die Rekonstruktion einer postulierten ursemitischen Religion schwierig. Ein Grund liegt darin, dass die Überlieferungen meistens nur aus Götterlisten und kurzen Weihinschriften bestehen, wobei die Funktion der genannten Gottheiten nicht immer klar ist. Mythen sind fast nur aus Mesopotamien und Ugarit bekannt. Zudem haben die monotheistischen Religionen, die semitischen Ursprungs sind, altes polytheistisches Gedankengut verdrängt oder überdeckt. Einen interessanten, allerdings auch umstrittenen Versuch, eine ursemitische Religion zu rekonstruieren, unternahm Werner Daum, der sich auf Vergleiche von jemenitischen Märchen und Gebräuchen, der islamischen Wallfahrt (Haddsch) und jüdischen Kultbräuchen und Festen stützte.

## Pantheon
Anhand der bekanntesten Göttergestalten kann auf sprachlicher Basis ein Pantheon angenommen werden, das astralen Charakter aufweist. Auffallend ist das Fehlen einer Erdgöttin.
(akk. Akkadisch-Babylonisch; ug. Ugaritisch; phön. Phönizisch; hebr. Hebräisch; arab. Arabisch; OSA. Altsüdarabisch; äth. Äthiopisch)
- *ʔIlu "Gott" (Hauptgott: akk. Ilu, ug. il, phön. ʔl / Ēlos, hebr. Ēl / Elohim, OSA. ʔl). Die arabische Gottesbezeichnung Allah entstand aus al-ʔilah "Der Gott". Im Judentum und im Islam bezeichnet es den alleinigen Gott.
- *ʔAṯiratu (Ilus Frau: ug. aṯrt, hebr. Ašērāh, OSA. ʔṯrt). Die Bedeutung des Namens ist unbekannt.
  - Ein anderer Name von ihr ist: *ʔIlatu "Göttin" (akk. Ilat, phön. ʔlt, arab. Allāt).
- *ʕAṯtaru (Fruchtbarkeitsgott: ug. ʕṯtr, OSA ʕṯtr, äth. ʕAstar)
- *ʕAṯtartu (Fruchtbarkeitsgöttin: akk. Ištar, ug. ʕṯtrt, phön. ʕštrt / Astarte, hebr. ʕAštoreṯ). Der Name ist nicht verwandt mit ʔAṯiratu! Seine Bedeutung ist unbekannt, vermutet wird wegen der Wortbildung ein Tiername. Ob die Verbindung von Ischtar mit dem Morgenstern in ursemitische Zeit zurückreicht, ist umstritten.
- *Haddu / *Hadadu (Wettergott: akk. Adad, ug. hd, phön. Adodos). Der Name bedeutet vermutlich "Donnerer".
  - Ein anderer Name dieses Gottes ist *Baʕlu "Mann, Gatte, Herr" (akk. Bel, ug. bʕl, phön. bʕl / Belos, hebr. Baʕal).
- *Śamšu "Sonne" (Sonnengöttin: ug. špš, OSA: šmš, dagegen männlich ist akk. Šamaš).
- *Wariḫu "Mond" (Mondgott: ug. yrḫ, hebr. Yārēaḥ, OSA. wrḫ).

## Semitische polytheistische Religionen
- Mesopotamische Religion (Akkad, Assur, Babylon). Die ältesten Zeugnisse stammen aus präsargonischer Zeit und weisen deutlichen Astralcharakter auf. Später haben sich Elemente verschiedener Kulturen zugemischt, besonders der Einfluss der nichtsemitischen Religion der Sumerer war stark.
- Amurritische Religion: Von den Amurritern sind nur theophore Personennamen bekannt.
- Eblaitische Religion: Aus Ebla stammt das älteste semitische Schriftgut, darunter auch einige religiöse Texte. Sie enthalten sumerische Elemente.
- Ugaritische Religion: Vom Kleinstaat Ugarit, der um 1200 untergegangen ist, sind die meisten Mythen überliefert.
- Phönizische Religion: Aus der Levante, der Heimat der Phönizier, sind nur wenige religiöse Inschriften bekannt, besser steht es mit der punischen Religion von Karthago.
- Altkanaanäische Religion: Im Alten Testament finden sich Stellen, die die Ausübung der alten polytheistischen Religion kurz beschreiben.
- Altaramäische Religion: Die Aramäer hatten eine Mischreligion mit kanaanäischen, mesopotamischen und zum Teil persischen Elementen.
- Altarabische Religion: Die vorislamische polytheistische Religion der Araber ist schlecht überliefert.
- Altsüdarabische Religion (Sabäer, Minäer, Himyaren): Meist sind nur Götternamen überliefert, doch lassen Beinamen und Zusammenhang die Bedeutung der Gottheiten recht gut erkennen.
- Axumitische Religion: Die voraxumitische Religion in Äthiopien ist stark von der sabäischen Religion beeinflusst, während in den Texten der vorchristlichen axumitischen Könige spärliche Zeugnisse einer eigenständigen Religion hervortreten.